# Oxyopidae
Famille
Les Oxyopidae sont une famille d'araignées aranéomorphes. Elles sont appelées araignées-lynx.

## Distribution

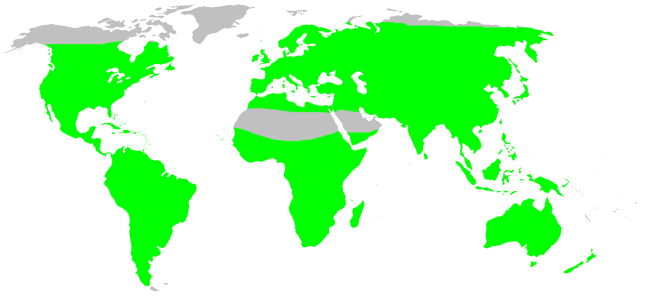
Distribution

Les espèces de cette famille se rencontrent sur tous les continents sauf aux pôles. On les trouve surtout sous les tropiques et dans les zones modérément chaudes. Seules quelques espèces peuvent vivre dans les régions aux hivers froids d'Amérique du Nord et d'Eurasie.

## Description

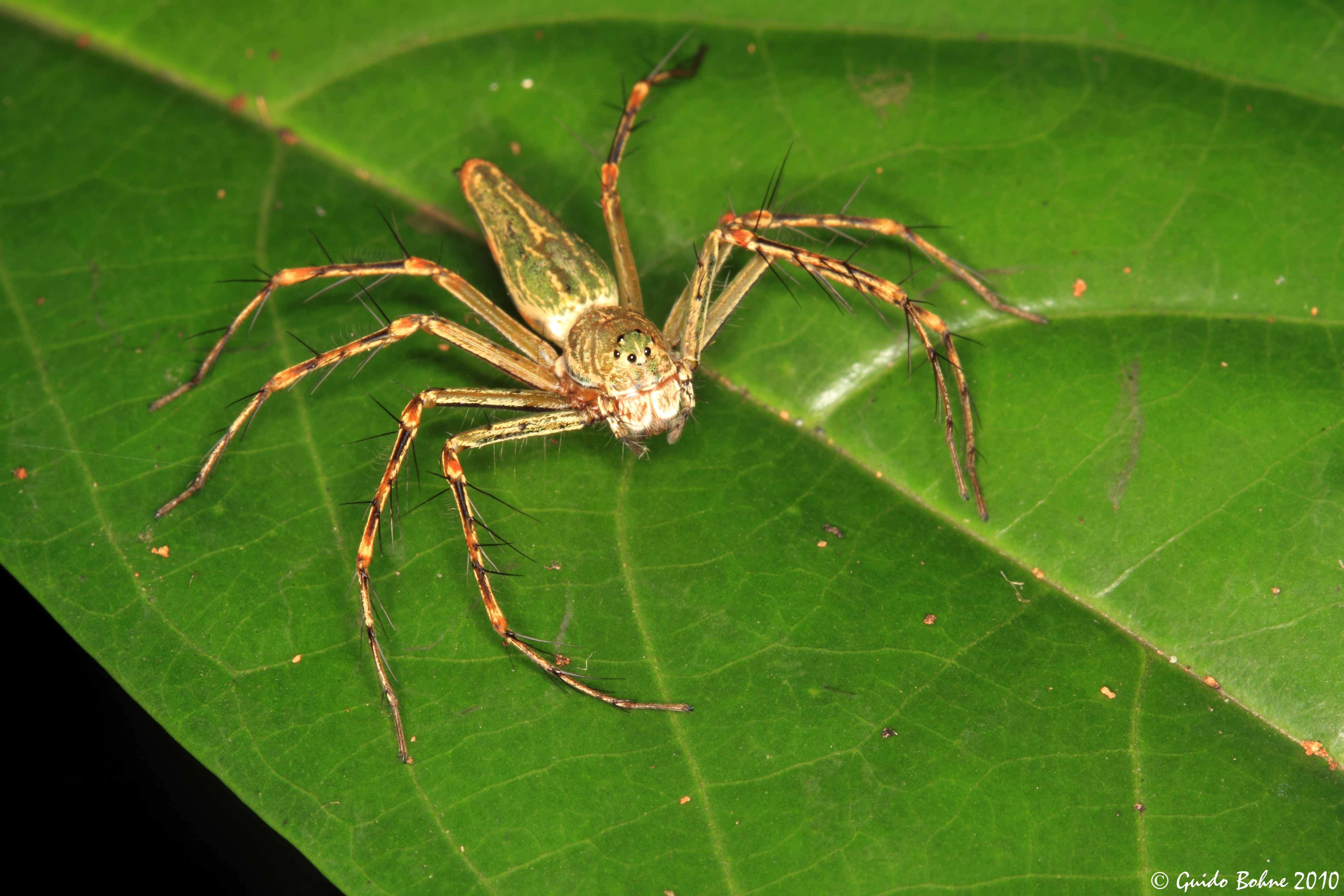
araignée-lynx de Java

Ce sont des araignées de taille moyenne. Elles vivent dans la végétation basse et pratiquent la chasse à courre ou à l'affût. Parmi leur proie, on trouve des mouches, moucherons jusqu'aux papillons et petits coléoptères.
Les pattes sont longues et toutes épineuses. Elles ont 8 yeux, dont 6 sont disposés en forme d'hexagone. Leur vision est excellente, ce qui leur a valu l'apposition de "lynx".

## Paléontologie
Cette famille est connue depuis le Paléogène.

## Taxonomie
Cette famille rassemble 442 espèces dans neuf genres actuels.

## Liste des genres
Selon World Spider Catalog (version 22.5, 19/08/2021) :
- Hamadruas Deeleman-Reinhold, 2009
- Hamataliwa Keyserling, 1887
- Hostus Simon, 1898
- Oxyopes Latreille, 1804
- Peucetia Thorell, 1869
- Pseudohostus Rainbow, 1915
- Schaenicoscelis Simon, 1898
- Tapinillus Simon, 1898
- Tapponia Simon, 1885

Selon World Spider Catalog (version 20.5, 2020) :
- † Planoxyopes Petrunkevitch, 1963

## Publication originale
- Thorell, 1869 : « On European spiders. Part I. Review of the European genera of spiders, preceded by some observations on zoological nomenclature. » Nova Acta Regiae Societatis Scientiarum Upsaliensis, sér. 3, vol. 7, p. 1-108 (texte intégral).